# 양진이
양진이(영어: Pallas's Rosefinch, 학명: Carpodacus roseus)는 참새목 되새과에 속하는 새이다.

## 생김새

### 수컷
몸이 전체적으로 붉은색이고 이마와 멱은 은회색이다. 등에 검은 줄무늬가 있다.

### 암컷
몸윗면이 황갈색이고 흑갈색 줄무늬들이 있다. 머리, 멱, 가슴, 옆구리, 허리가 붉은색이다.

## 서식지
예니세이강 상류에서 오호츠크해 연안까지, 몽골, 사할린 북부 등에서 번식하고 중국 동북부, 러시아 극동, 한국, 일본 등에서 월동한다. 평지와 산지의 산림, 관목림, 풀밭에서 서식한다.